# Svinndal
Svinndal is een plaats in de Noorse gemeente Våler, fylke Østfold. Svinndal telt 351 inwoners (2007) en heeft een oppervlakte van 0,44 km².